# Cliff DeYoung
Clifford Tobin DeYoung (Los Angeles, 12 februari 1945) is een Amerikaanse acteur en muzikant.

## Levensloop
DeYoung begon zijn carrière als muzikant en was lid van de rockband Clear Light in de tweede helft van de jaren zestig. Bijna tegelijkertijd ging hij naar de California State University en de Illinois State University. Na het voltooien van zijn studie en de band, werd DeYoung aangenomen voor de tweede bezetting van verschillende kleine rollen in de originele uitvoering van de musical Hair op Broadway en trad daar met onregelmatige tussenpozen op tussen eind april 1968 en begin juli 1972. Hij keerde terug naar Broadway tussen 1 mei en 1 oktober 1972 met Rick in de productie van Sticks and Bones, een drama over terugkeerders uit de oorlog in Vietnam. Andere theaterrollen boden hem de toneelstukken The Three Sisters en The Orphan aan. Intussen had Cliff DeYoung ook zijn debuut gemaakt voor de camera en speelde hij ook in de televisiefilm van Sticks and Bones in 1973.
Cliff DeYoung vierde zijn eerste grote hit op het grote scherm in 1974 samen met Art Carney in de roadmovie Harry and Tonto, het ontroerende verhaal van een oude man en zijn kat. Ondanks zijn betrokkenheid bij de ene of de andere film, bleef DeYoung in de eerste plaats een televisieman. Weinig van zijn rollen, waaronder talrijke gastoptredens in series, lieten een blijvende indruk na: vaak werd hij aanvankelijk gezien als een wat kleurloze, soms onhandige, jonge man, maar ook in 1976 met de hoofdrol van de legendarische luchtvaartpionier Charles Lindbergh in de televisiefilm The Lindbergh Kidnapping Case. In latere jaren belichaamde hij ook mensen van groot respect, zoals sheriffs, federale agenten, politieagenten, zakenmensen en hooggeplaatste politici in bijna consequent zeer conventionele producties. In 1975 kreeg hij zijn eerste lange rol in de televisieserie Sunshine.

## Discografie

### Albums
- Clear Light (Clear Light, 1967)
- Cliff DeYoung (1975)

### Singles
- Black Roses (Clear Light, 1967)
- They Who Have Nothing (Clear Light, 1968)
- Night Sounds Loud  (Clear Light, 1968)
- My Sweet Lady (1973)
- It Hurts A Little Even Now / Lines (1974)
- She Bent Me Straight Again (1974)
- If I Could Put You In My Song (1975)

## Filmografie

### Film
Uitgezonderd korte films.
- Pilgrimage als Garry (1972)
- Harry and Tonto als Burt Jr. (1974)
- Blue Collar als John Burrows (1978)
- Shock Treatment als Brad Majors / Farley Flavors (1981)
- Independence Day als Les Morgan (1983)
- The Hunger als Tom Haver (1983)
- Reckless als Phil Barton (1984)
- Protocol als Hilley (1984)
- Secret Admirer als George Ryan (1985)
- F/X als Lipton (1986)
- Flight of the Navigator als Bill Freeman (1986)
- The Survivalist als Dr. Vincent Ryan (1987)
- Pulse als Bill (1988)
- Forbidden Sun als Professor Lake (1988)
- In Dangerous Company als Blake (1988)
- Fear als Don Haden (1988)
- Rude Awakening als Agent Brubaker (1989)
- Glory als Col. James M. Montgomery (1989)
- Flashback als Sheriff Hightower (1990)
- Crackdown als Shaun Broderick (1991)
- Immortal Sins als Mike (1991)
- Dr. Giggles als Tom Campbell (1992)
- The Skateboard Kid als Big Dan (1993)
- Revenge of the Red Baron als Richard Spencer (1994)
- Carnosaur 2 als Maj. Tom McQuade (1995)
- Terminal Voyage als Granier (1995)
- The Substitute als Wolfson (1996)
- The Craft als Mr. Bailey (1996)
- Suicide Kings als Marty (1997)
- Gale Force als Stuart McMahon (2002)
- Last Flight Out als Tony Williams (2004)
- The Hunt als Jon Kraw (2006)
- Stone & Ed als Mr. Schwartz (2008)
- 2012: Doomsday als Lloyd (2008)
- Solar Flare als Dr. Kline (2008)
- Road to Nowhere als Cary Stewart / Rafe Taschen (2010)
- Wild als Ed (2014)
- Reality Queen! als Joe Logo (2020)

### Televisie
Uitgezonderd eenmalige gastrollen.
- Sticks and Bones als Daniel (televisiefilm, 1973)
- Sunshine als Sam Hayden (televisiefilm, 1973)
- Sunshine als Sam Hayden (13 afl. 1975)
- The Night That Panicked America als Stefan Grubowski (televisiefilm, 1975)
- Insight als John Phillips / Joe (2 afl. 1975-1976)
- The Lindbergh Kidnapping Case als Charles Lindbergh (televisiefilm, 1976)
- The 3,000 Mile Chase als Matthew 'Matt' Considine / Marty Scanlon (televisiefilm, 1977)
- Sunshine Christmas als Sam Hayden (televisiefilm, 1977)
- King als Robert F. Kennedy (3 afl. 1978)
- Centennial als John Skimmerhorn (10 afl. 1978-1979)
- The Seeding of Sarah Burns als Tim (televisiefilm, 1979)
- Fun and Games als Pete Dermot (televisiefilm, 1980)
- Scared Straight! Another Story als Paul (televisiefilm, 1980)
- An Invasion of Privacy als Carl Slater (televisiefilm, 1983)
- This Girl for Hire als Lieutenant Phil Hansen (televisiefilm, 1983)
- The Awakening of Candra als Thomas Leslie Brown (televisiefilm, 1983)
- Master of the Game als Brad Rogers (3 afl. 1984)
- The Leatherstocking Tales als Hawkeye / Natty Bumppo / Deerslayer (4 afl. 1984)
- Deadly Intentions als Garner (televisiefilm, 1985)
- Matlock als Lt. Jim Lynch (2 af. 1987)
- Her Secret Life als Paul Goodwin (televisiefilm, 1987)
- Dance 'Til Dawn als Larry Johnson (televisiefilm, 1988)
- Murder, She Wrote als Mason Porter / Carlton Reid / Father Patrick Francis (3 afl. 1988-1992)
- Where Pigeons Go to Die als Henry (televisiefilm, 1990)
- Fourth Story als Darryl McCoughlin (televisiefilm, 1991)
- N.Y.P.D. Mounted als Capt. Smithers (televisiefilm, 1991)
- Criminal Behavior als Darrel Smathers (televisiefilm, 1992)
- Nails als Stambusky (televisiefilm, 1992)
- Love Can Be Murder als Brad Donaldson (televisiefilm, 1992)
- The Tommyknockers als Joe Paulson (2 afl. 1993)
- Precious Victims als Don Groshong (televisiefilm, 1993)
- North and South: Heaven & Hell, Book III als Gettys (3 afl. 1994)
- RoboCop als Dr. Cray Z. Mollardo (4 afl. 1994)
- An Element of Truth als Norm (televisiefilm, 1995)
- Diagnosis Murder als Lyle Guthrie / Jeffrey T. Canfield (3 afl. 1995-1997)
- JAG als Chuck DePalma (4 afl. 1995-1998)
- Seduced by Madness: The Diane Borchardt Story als Det. Burstyn (2 afl, 1996)
- Andersonville als Sgt. John Gleason (televisiefilm, 1996)
- Relativity als David Lukens (17 afl. 1996-1997)
- The Westing Game als Jake Wexler (televisiefilm, 1997)
- The Practice als Atty. Randall West (3 afl. 1998)
- Melrose Place als Dr. George Larner (3 afl. 1998)
- The Last Man on Planet Earth als John Doe (televisiefilm, 1999)
- Nash Bridges als Rueben Banks (2 afl. 1999)
- Getting Away with Murder: The JonBenet Ramsey Mystery als John Ramsey (televisiefilm, 2000)
- Deliberate Intent als Tom Kelley (televisiefilm, 2000)
- The Runaway als Harlan Davis (televisiefilm, 2000)
- Path to War als McGeorge Bundy, National Security Advisor (televisiefilm, 2002)
- The Secret Life of Zoey als Larry (televisiefilm, 2002)
- Almost a Woman als Mr. Burnett (televisiefilm, 2002)
- Girlfriends als Ed Searcy (2 afl. 2002-2004)
- Love's Enduring Promise als Zeke (televisiefilm, 2004)
- The Young and the Restless als Agent John Bonacheck (4 afl. 2007)
- Grey's Anatomy als Phillip Loomis (2 afl. 2008)